# Dänische Währungsgeschichte
Die Dänische Währungsgeschichte beginnt vor über 1000 Jahren mit der Prägung der ersten Münzen. Bereits in der Frühen Neuzeit wurden Münzen mit dem Nominal „Krone“ geprägt, überwiegend wurden jedoch Währungen in Anlehnung an norddeutsche Vorbilder ausgegeben: Rigsdaler entsprechend dem Taler oder Dänische Marck entsprechend der Lübischen Mark. 1875 wurde die noch immer geltende Dänische Krone eingeführt.
Durch die dynastische Verbindung mit Norwegen (siehe Norwegisches Geldwesen) und den Herzogtümern Schleswig, Holstein und Lauenburg – teilweise auch mit Schweden und Oldenburg – bestehen erhebliche, über das heutige Dänemark hinausreichende geldgeschichtliche Beziehungen.

## Silbergeld des Mittelalters und der Frühen Neuzeit
Die älteste dänische Silbermünze stammt aus dem Jahr 995 und trägt das Bildnis des dänischen Königs Svend Tveskæg sowie den Namen seines Landes. In der damals zu Dänemark gehörenden Stadt Lund fand im Jahr 1020 die erste geregelte Münzprägung unter dem damaligen anglo-skandinavischen König Knut dem Großen statt. Damals dienten Münzen auch als Massenkommunikationsmittel, mit dem das Staatsoberhaupt seine Souveränität unter Beweis stellte. Seither prägen dänische Könige ihre Namen und Porträts auf die Münzen.

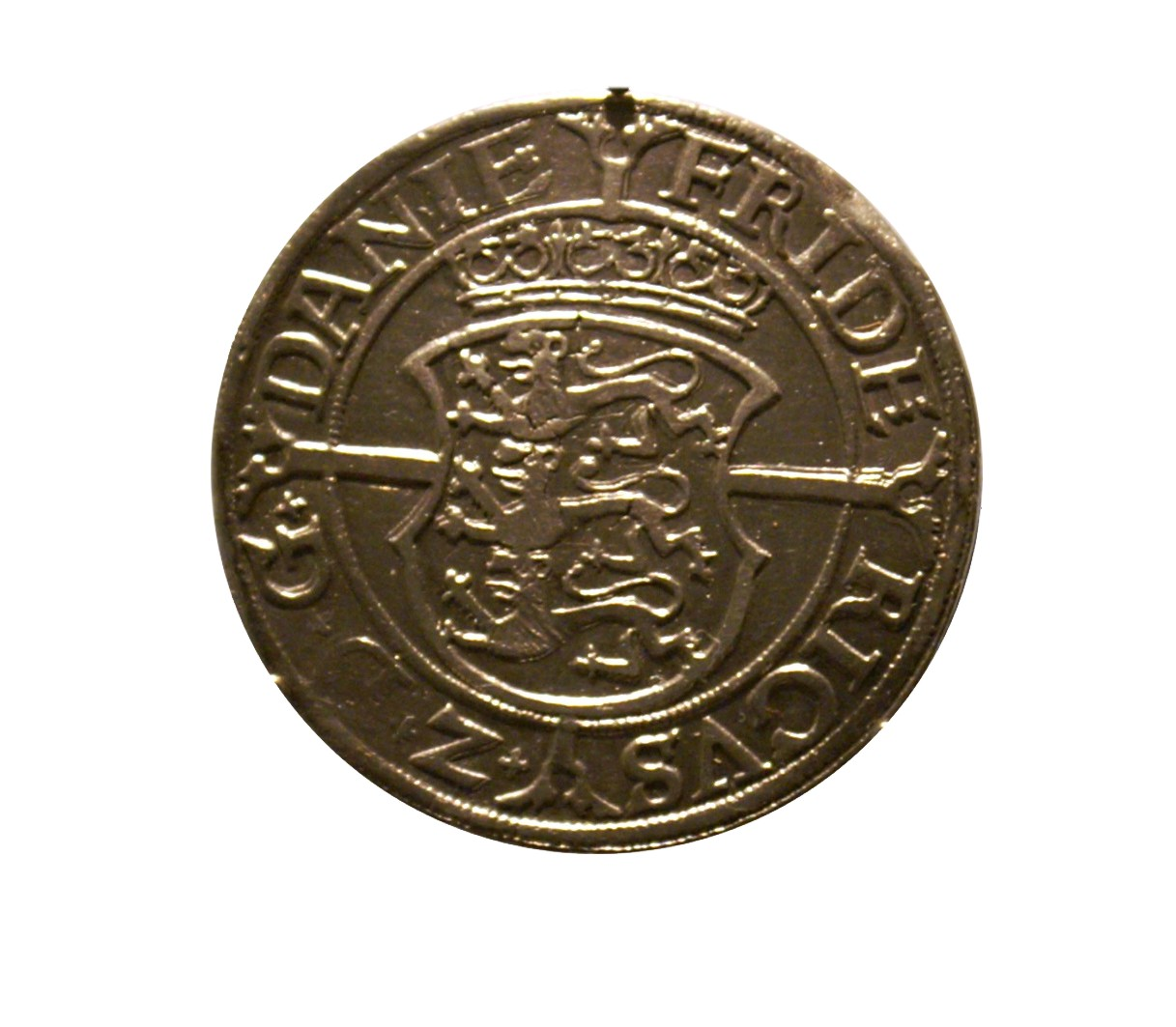
Dänischer Taler von 1563 (Friedrich II., 1559–88)

Das Münzsystem in Dänemark basierte auf dem Wert des Edelmetalls Silber. Es war damals allgemein üblich, Kurantgeld zu prägen, dessen aufgeprägter Nominalwert dem inneren Metallwert entsprach. Über einen offiziellen Münzfuß war festgelegt, wie viele Münzen einer bestimmten Sorte aus einer genau definierten Menge hochwertigen Edelmetalls geprägt werden durften. Im späten Mittelalter reduzierte der dänische Staat jedoch zur erleichterten Finanzierung seiner Ausgaben nach und nach den Silberanteil der Münzen (Münzverschlechterung), ohne den Nennwert der Münzen anzupassen. Königin Margarethe I. befahl 1397 die Wiederherstellung des Silberstandards. Ungeachtet dessen wurde der Metallwert der Münzen immer wieder reduziert, was zum Austausch eines großen Teils der minderwertigen dänischen Münzen gegen ausländische führte. Während der Regentschaft von Christian III. wurde 1541 das Münzwesen erneut reformiert. Der Wert der Münzen wurde fixiert und die Prägung nach Kopenhagen verlagert, wo in dortigen Klöstern die Münzprägung bis in das frühe 17. Jahrhundert stattfand.
Knut der Große hatte im 11. Jahrhundert aus dem heutigen England stammende Münzmeister nach Dänemark kommen lassen. Diese brachten das englische Währungssystem mit nach Dänemark. Das englische Währungssystem beruhte seinerseits auf dem mittelalterlichen, karolingischen System (siehe Karlspfund). Während seiner Regentschaft als dänischer König (1396–1439) führte Erik von Pommern die Lübsche Mark als Rechnungseinheit zu 16 Schilling = 192 Pfennig (penning) ein. Hinzu kamen schwedische Einflüsse. Seit 1529 werden auf Marck Danske lautende Silbermünzen geprägt. Mit dem Aufkommen der Talerwährung werden auch in Dänemark Taler („Rigsdaler“) gemünzt.
Im Jahre 1619 wurde als neue Währungseinheit die Krone eingeführt. Eine Krone galt 1½ gute dänische Reichstaler (Rigsdaler Species) und wurde in 96 Kroneskillinger eingeteilt. Ende des 18. Jahrhunderts galt eine Krone 8 Dänische Marck.

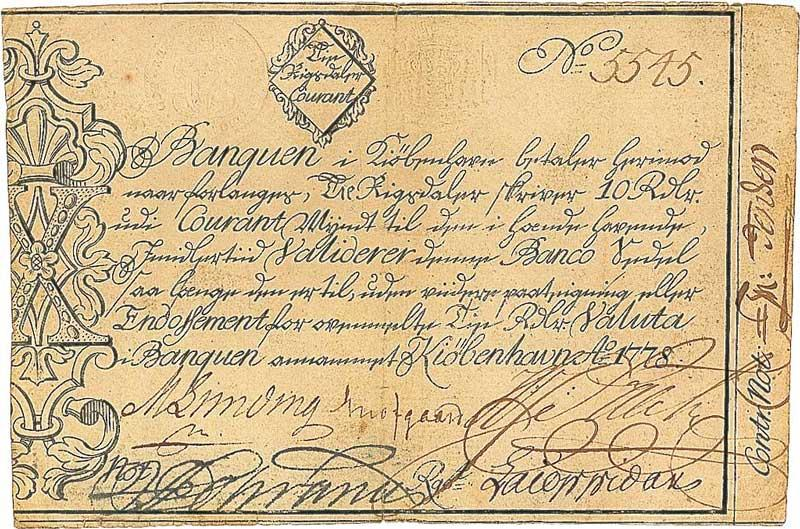
Banknote der Kurantbank von 1778

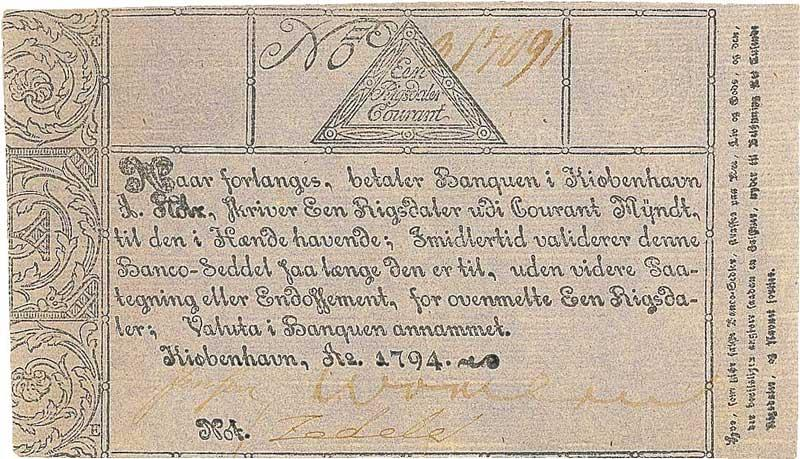
Banknote der Dänischen und Norwegischen Speciesbank von 1794

Als Währungssymbol wurde zum Beispiel von Ludvig Holberg in Dänemark und Norwegen im 17. und 18. Jahrhundert ₻ verwendet.

## Einführung von Banknoten, Krisen im 18. Jahrhundert
Zwischen 1713 und 1728, der Zeit des Großen Nordischen Krieges, erfolgte die Einführung der Banknoten. Es wurden zunächst 120.000 Banknoten gedruckt. Nach Ende der Auseinandersetzungen wurden die Banknoten aus dem Verkehr gezogen.
1736 wurde die erste dänisch-norwegische Bank unter dem Namen „Den Københavnske Assignations-, Veksel- og Lånebank“, auch Kurantbank genannt, als Privatnotenbank gegründet. Diese hatte das alleinige Recht, Banknoten zu drucken und auszugeben. Während die Bank anfangs nur geringe Volumina an Banknoten herausgab, steigerte sich die Ausgabe in den 1740er Jahren deutlich. 1745 wurde die Bank vorübergehend per Gesetz von ihrer Pflicht entbunden, die Banknoten gegen vollwertiges Silbergeld einzutauschen. Mit dem Amtsantritt von Friedrich V. wurde die Bank veranlasst, umfangreiche Darlehen an den Staat zu geben und zur Staatsfinanzierung die Notenausgabe massiv zu erweitern. 1757 entfiel die Einlösepflicht in Silber endgültig. Zum Ausgleich führte der Staat einen Annahmezwang für die Banknoten der Kurantbank ein und machte diese Kurantrigsdaler zum gesetzlichen Zahlungsmittel. 1773 wurde die Bank verstaatlicht. Der Notenumlauf wuchs weiter von 5 Millionen Taler 1773 auf 15 Millionen Taler 1790. Wegen zunehmender Zweifel an ihrer Werthaltigkeit wurden die Banknoten der Kurantbank als Papiergeld angesehen und mit einem steigenden Disagio gegenüber einer Zahlung in vollwertigen Silbermünzen (Speciesthalern) gehandelt.
Im Februar 1788 scherten die Herzogtümer Schleswig und Holstein, die Herrschaft Pinneberg und die Grafschaft Rantzau aus dem Währungsverbund mit dem dänischen Kernstaat aus. Es wird eine eigene Speciesmünze in Anlehnung an den hergebrachten Münzfuß des Reichstalers eingeführt (9¼-Taler-Münzfuß). Ein Species ist in 60 Schilling Schleswig-Holsteinisch Courant eingeteilt. Zudem wird die Schleswig-Holsteinische Speciesbank in Altona gegründet. Die Bank nahm Bareinlagen an, sollte kleine Kredite geben und eigene Banknoten ausgeben.
1791 wurde die Dänische und Norwegische Speciesbank gegründet. Die Ausgabe von Banknoten war zunächst auf maximal 220 % des eingezahlten baren Münzgeldes begrenzt; eine Annahmepflicht seitens Privater bestand nur im Rahmen des Kurses der herausgegebenen Noten zu vollwertigen Silbermünzen. Die von der Dänischen und Norwegischen Speciesbank ausgegebenen Noten sollten die Noten der Kurantbank ersetzen. Die weiter bestehende Kurantbank hatte die Aufgabe, 750.000 Rigsdaler ihres alten Papiergeldes jährlich einzuwechseln und zu vernichten (geschätzter Ursprungsbestand: 16 Mio.). Durch die abnehmende Menge der Kurantnoten und den weiter bestehenden Annahmezwang kam es bis 1794 zu einer deutlichen Kurserholung gegenüber den Banknoten der Dänische und Norwegische Speciesbank, die ihrerseits einem starken Wertverlust unterlagen.
Zur Minderung der Folgen der europäischen Handelskrise von 1799 wurde eine Depositenkasse gegründet, die besicherte Darlehen an Handelsunternehmen ausgeben sollte. Ausgezahlt wurde mit besonders gekennzeichneten Banknoten der Kurantbank.
Während der Napoleonischen Kriege stieß Dänemark mehrfach sehr verlustreich mit Großbritannien aneinander. Ab 1806 nutzte die Regierung über die Depositenkasse abgegebene, jetzt aber unbesicherte Banknoten der Kurantbank zur Finanzierung kriegsbedingter Ausgaben. Die verstärkte Abgabe des Papiergeldes 1807 führte zunächst zum Einbruch des Außenwerts der Banknoten, dann im Inland zu einer nicht mehr beherrschten Inflation. Die Inflation verstärkte sich und gipfelte in eine Phase großer Instabilität. Während der Staat 1807 noch Noten für 26 Millionen Rigsdaler ausgegeben hatte, stieg der Umlauf bis 1812 auf 142 Millionen. Der Kurs des Papiergeldes sank dramatisch.
Bis 1813 gliederte sich das dänische Münzsystem wie folgt: 1 Courant = 2 Rigsspeciedaler = 3 Kroner Dukat = 12 Mark sowie 1 Krone = 4 Mark = 96 Skilling danske (Kronenskilling). Der Begriff „specie“ bezeichnet eine tatsächlich ausgeprägte Münze, im Gegensatz zu Rechnungsmünzen.

## Staatsbankrott 1813: Rigsbankdaler
Infolge des dänischen Staatsbankrotts im Januar 1813 wurde ein Währungsschnitt nötig. Die Banknoten der Kurantbank wurden im Verhältnis sechs zu eins gegen auf Rigsbankdaler lautende Banknoten der neu gegründeten Dänischen Reichsbank (Rigsbank) eingetauscht. Bestehende Schulden (einschließlich dänischer Staatsanleihen) und Guthaben wurden im gleichen Verhältnis umgestellt. Aus einem ursprünglichen Auszahlungsrecht auf 6 vollwertige, in Silber geprägte Rigsdaler wurde ein – zunächst nur theoretisches – Auszahlungsrecht auf einen Rigsbankdaler in Silber. Ein Rigsbankdaler wiederum hatte nur den Silbergehalt von 30 Schillingen schleswig-holsteinisch Courant oder von 5/8 alten Rigsdalern. Es ergibt sich eine Gesamtabwertung des vor dem Staatsbankrott ausgegebenen dänischen Papiergelds von fast 90 %. Auch die auf Species bzw. Schilling Schleswig-Holsteinisch Courant lautenden Banknoten wurden stark abgewertet, da der Silberbestand der Altonaer Species- und Wechselbank vom dänischen Staat in Bruch der gewährten Währungsverfassung eingezogen worden war.
Tatsächlich waren die Noten der Rigsbank in den ersten Jahren nach 1813 gar nicht bei der Rigsbank in Silber eintauschbar. Gedeckt waren die Noten nur durch eine Zwangssteuer von 6 % auf das Immobilienvermögen im dänischen Gesamtstaat. Um die Funktion der Rigsbankdaler-Banknoten als alleiniges Zahlungsmittel durchzusetzen, wurden die Depositenkasse sowie die Dänisch-Norwegische und die Schleswig-Holsteinische Speciesbank aufgehoben.
Der Wert von Papiergeld der neuen Währung gegen einen Silberstandard erreichte im September 1813 mit 9 % sein Minimum und fluktuierte in den kommenden Jahren stark.
Nach der Münzreform wurde im folgenden System geprägt: 5 Speciesdaler = 1 Friedrichsdor (nach dem Regierungswechsel 1839: Christiansdor). 1 Speciesdaler = 2 Rigs(bank)daler. 30 Schilling (Schleswig-holsteinischer Courant = 96 Rigsbankskilling = 1 Rigs(bank)daler = 6 Mark.)

## Rigsdaler R.M. (1854 bis 1873)
Ohne Änderungen der Wertigkeit ließ der dänische König Friedrich VII. 1854 die Währung in Rigsdaler R.M. (für Rigsmønt) umbenennen, die Rigsbankskillinge in Skillinge R.M.

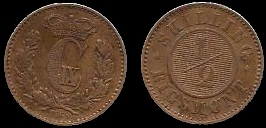
Aus dem Rigsbankskilling wurde 1854 der Skilling Rigsmønt
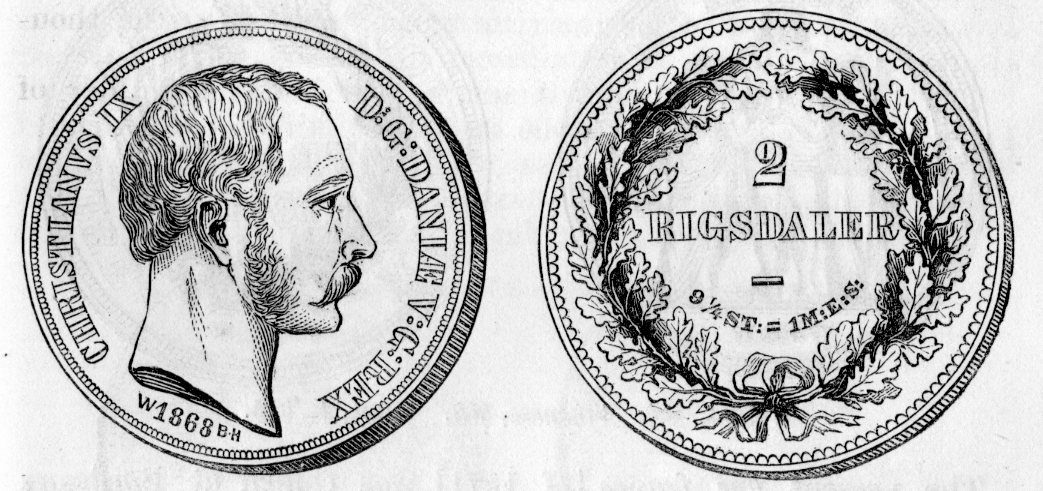
Münze zu 2 Riksdaler von 1868

## Dänische Krone (seit 1873)

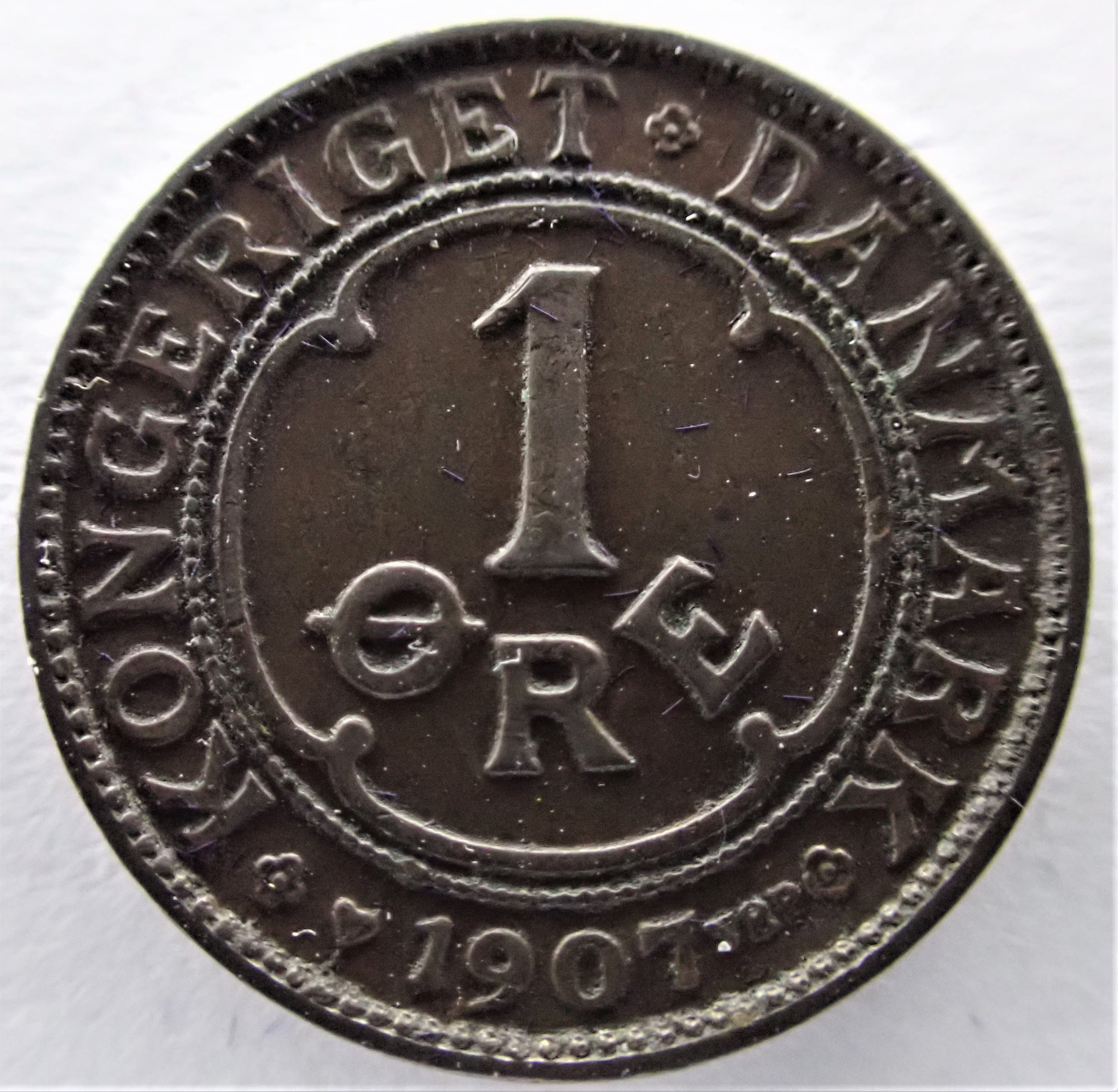
1 Öremünze, Dänemark, 1907

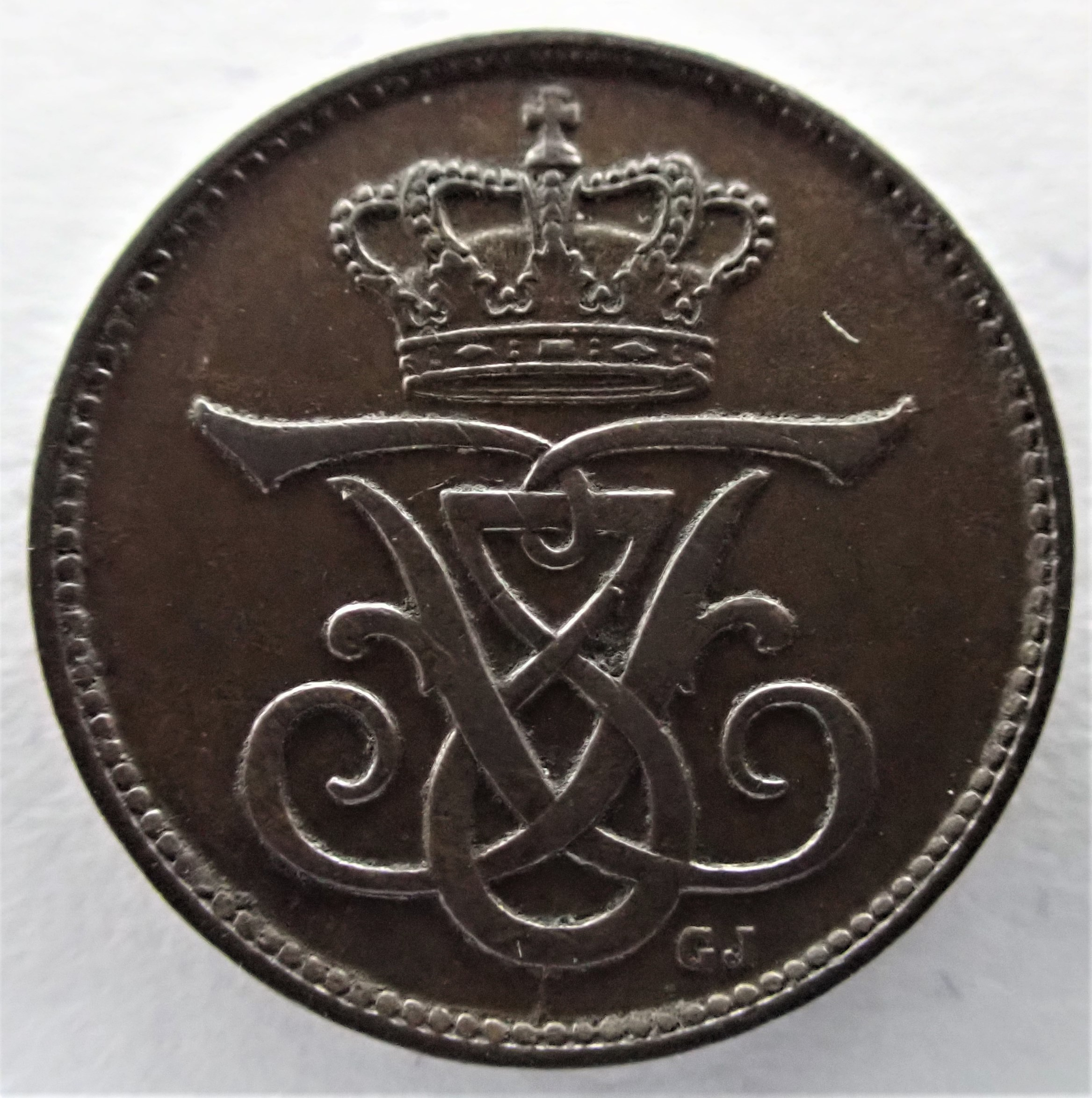
Öremünze von 1907, Monogrammseite

1873 wurde ein neues Münzgesetz verabschiedet, das die dänische Krone zu 100 Öre einführte und am 1. Januar 1875 in Kraft trat. Für einen Rigsdaler wurden 2 dänische Kronen ausgegeben.